# Angelica hakonensis
Angelica hakonensis là một loài thực vật có hoa trong họ Hoa tán. Loài này được Maxim. mô tả khoa học đầu tiên năm 1873.